# كوينتو مارتيني (فنان)
كوينتو مارتيني (1908 - 9 نوفمبر 1990)، هو فنان وكاتب إيطالي.

## روابط خارجية
- Parco museo Quinto Martini نسخة محفوظة 14 فبراير 2012 على موقع واي باك مشين. الموقع الرسمي باللغة الإيطالية.
- Parco Museo Quinto Martini من الموقع الرسمي للحديقة الأثرية التابعة لبلدية Carmignano ، باللغة الإيطالية.
- Parco museo Quinto Martini نسخة محفوظة 6 ديسمبر 2011 على موقع واي باك مشين. من الموقع الرسمي لمقاطعة براتو باللغة الإيطالية.
- Parco museo Quinto Martini نسخة محفوظة 3 مارس 2016 على موقع واي باك مشين. من الموقع الرسمي لدائرة المتحف داخل مقاطعة براتو ، باللغة الإيطالية.
- Parco museo Quinto Martini من الموقع الرسمي لمنطقة توسكانا للترويج للسياحة ، باللغة الإيطالية.